# 洞院実世
洞院 実世（とういん さねよ）は、鎌倉時代後期から南北朝時代にかけての公卿。太政大臣・洞院公賢の子にして、実夏の庶兄に当たる。官位は従一位・左大臣。北畠親房・四条隆資・二条師基と共に南朝の重鎮として政務を指導した公家大将である。

## 経歴
母の身分が低かったために家門を継ぐ嫡子になれず、父・公賢とは表向き義絶状態にあったらしい。後醍醐天皇の信任を得て、日野資朝や俊基らが開いた無礼講にも参加するなど、早くから倒幕運動において指導的役割を務めた。嘉暦2年（1327年）7月蔵人に補され、同3年（1328年）11月参議として公卿に列する。元徳2年（1330年）権中納言に転じ、左衛門督・検非違使別当を兼ねた。元弘元年（1331年）元弘の乱に参与したために六波羅探題に捕まり、間もなく官職を解かれたが、元弘2年/正慶元年（1332年）4月幕府の意向によって父・公賢邸預かりの謹慎処分で済んでいる。   
鎌倉幕府が滅んで光厳天皇が廃位されると本職に復し、後醍醐の建武政権下では、恩賞方上卿や雑訴決断所寄人などの要職にあり、政権の中枢幹部として威を振るう。建武2年（1335年）鎌倉の足利尊氏が反旗を翻したため、搦手軍としてショウ王と共に東山道を下ったが、12月に新田義貞率いる東海道軍の敗戦（箱根・竹ノ下の戦い）を受けて引き返した。建武3年（1336年）1月北畠顕家率いる奥州軍と合流して足利方を攻撃し、尊氏を京都から追放したものの、5月に尊氏が再上洛して京都を占領した際には、後醍醐に供奉して比叡山に難を避けている。5ヶ月に及ぶ攻防戦の末に後醍醐の下山が決定すると、新田義貞・脇屋義助らと共に東宮恒良親王を奉じて北陸へ落ち、越前国金ヶ崎城に入った。恒良を天皇として推戴する北陸朝廷では、実世は伝奏となって「綸旨」を発給したが、足利方の兵糧攻めを受けて、延元2年/建武4年（1337年）3月の落城寸前に義貞らと杣山城へ脱出。延元4年/暦応2年（1339年）美濃国根尾城から尾張国羽豆崎城に赴き、伊勢国・伊賀国を経て吉野行宮（南朝）に入ったという。間もなく権大納言に任じられ、右近衛大将を兼ねる。
後村上天皇即位後は、四条隆資と共に伝奏となって幼帝を支え、北畠親房に次ぐ権力を握った。さらには南朝の重要機関である武者所の職員として、軍事や所領関係の事務にも携わっていたらしい。事実、正平4年/貞和5年（1349年）秋、伊賀に入って在地の南朝方勢力を編成し、正平6年/観応2年（1351年）頃には勅使として九州下向を命じられるなど、縦横に活動している。正平一統が成ると後村上の京都還幸を沙汰し、隆資と共同で京都を統治するのではないかとの風聞も立った。正平7年/観応3年（1352年）閏2月後村上に供奉して男山に進出したが、5月八幡の戦いの敗戦を受けて南軍は総崩れとなり、子（不詳）と共に河内国東条へ脱出した。   
隆資亡き後も文書を発給しているが、正平8年/文和2年（1353年）大臣に任じられるとその活動は見られなくなり、以降5年間で従一位・左大臣に昇る。正平13年/延文3年（1358年）8月19日水腫のために薨去。享年51。准勅撰集『新葉和歌集』に2首入集している与喜左大臣とは、実世に比定されるのが通説である。

## 人物像とその評価
一般には、対室町幕府強硬論者だといわれる（佐藤進一など）。   
『太平記』によると、興国2年/暦応4年（1341年）北陸で足利方に敗れて帰参した脇屋義助に対して後村上天皇が恩賞を与えたことについて、富士川の戦いで敗走した平維盛を昇進させた平清盛の故事を引き合いに出して非難したものの、四条隆資からその発言の拙さを指摘されると、一言も反論できずに部屋を退出したという。また同記によると、観応の擾乱の影響で南朝に帰順した足利直義の処遇をめぐって議論になった際、二条師基が即時赦免を進言したのに対し、実世は誅殺を主張したという。さらに正平一統の破綻後にも、楠木氏の縁者を仲介とする公武の和平交渉に反対したとされる。これらの逸話を総合したところでは、やや硬直した思想の持ち主であったようであるが、その一方で、太平記の作者は実世を「大才」と賞し、中巌円月も彼を「賢臣」と称える漢詩を残している（『東海一漚集』「寄前大理藤納言」）。

## 略譜
※ 日付＝旧暦
| 和暦             | 西暦   | 月日     | 事柄                                                 |
| ---------------- | ------ | -------- | ---------------------------------------------------- |
| 延慶元年         | 1308年 |          | 生誕。                                               |
| 正和2年          | 1313年 | 9月6日   | 叙爵。                                               |
| 正和3年          | 1314年 | 9月21日  | 従五位上に昇叙。                                     |
| 文保元年         | 1317年 | 1月5日   | 正五位下に昇叙。                                     |
| 文保2年          | 1318年 | 1月2日   | 元服。                                               |
| 文保2年          | 1318年 | 1月22日  | 侍従に任官。                                         |
| 文保2年          | 1318年 | 11月21日 | 従四位下に昇叙。                                     |
| 元亨2年          | 1322年 | 1月2日   | 従四位上に昇叙。                                     |
| 元亨2年          | 1322年 | 6月17日  | 右近衛少将に遷任。                                   |
| 正中2年          | 1325年 | 1月20日  | 禁色を聴される。                                     |
| 嘉暦2年          | 1327年 | 7月23日  | 故あって四位の位記を止められるが、同時に蔵人に補任。 |
| 嘉暦2年          | 1327年 | 8月1日   | 弾正少弼に遷任し、右少将を去る。蔵人如元。           |
| 嘉暦2年          | 1327年 | 11月15日 | 権左中弁に遷任。蔵人・少弼如元。                     |
| 嘉暦3年          | 1328年 | 1月1日   | 左右少弁の上に列せられる。                           |
| 嘉暦3年          | 1328年 | 1月5日   | 正五位上に昇叙。                                     |
| 嘉暦3年          | 1328年 | 6月13日  | 従四位上に昇叙。                                     |
| 嘉暦3年          | 1328年 | 9月23日  | 従四位上に昇叙。                                     |
| 嘉暦3年          | 1328年 | 11月27日 | 参議に補任。                                         |
| 元徳元年         | 1329年 | 1月7日   | 正四位下に昇叙。                                     |
| 元徳元年         | 1329年 | 2月12日  | 右大弁を兼任。                                       |
| 元徳元年         | 1329年 | 9月26日  | 正四位上に昇叙。                                     |
| 元徳元年         | 1329年 | 11月9日  | 従三位に昇叙。                                       |
| 元徳2年          | 1330年 | 1月13日  | 美作権守を兼任し、造東大寺長官に補任。               |
| 元徳2年          | 1330年 | 3月1日   | 左大弁に転任。                                       |
| 元徳2年          | 1330年 | 3月22日  | 権中納言に転任。                                     |
| 元徳2年          | 1330年 | 3月27日  | 正三位に昇叙。                                       |
| 元徳2年          | 1330年 | 7月17日  | 右衛門督を兼任。                                     |
| 元徳2年          | 1330年 | 10月5日  | 左衛門督に転任。                                     |
| 元徳2年          | 1330年 | 12月14日 | 検非違使別当に補任。                                 |
| 元弘元年         | 1331年 | 8月25日  | 六波羅探題によって捕捉される。                       |
| 元弘元年         | 1331年 | 10月5日  | 元弘の乱に参与したため解官。                         |
| 元弘2年/正慶元年 | 1332年 | 4月10日  | 鎌倉幕府の奏聞によって幽閉される。                   |
| 元弘3年/正慶2年  | 1333年 | 5月17日  | 光厳天皇の廃位に伴い、本職に復す。                   |
| 元弘3年/正慶2年  | 1333年 | 9月23日  | 修理大夫を兼任。                                     |
| 建武元年         | 1334年 | 1月23日  | 春宮権大夫を兼任。                                   |
| 建武元年         | 1334年 | 9月28日  | 従二位に昇叙。                                       |
| 建武元年         | 1334年 | 10月9日  | 修理大夫を辞任。                                     |
| 建武元年         | 1334年 | 12月17日 | 大学頭を兼任。                                       |
| 延元元年/建武3年 | 1336年 | 3月1日   | 正二位に昇叙。                                       |
| 延元元年/建武3年 | 1336年 | 5月25日  | 尾張守を兼任。                                       |
| 延元元年/建武3年 | 1336年 | 12月     | 吉野朝廷（南朝）に参候したため解官。                 |
| 延元4年/暦応2年  | 1339年 |          | 権大納言に転任（以下、『南朝公卿補任』による）。     |
| 正平2年/貞和3年  | 1347年 |          | 右近衛大将を兼任。                                   |
| 正平3年/貞和4年  | 1348年 | 10月     | 従一位に昇叙。                                       |
| 正平4年/貞和5年  | 1349年 | 2月22日  | 権大納言・右近衛大将を辞任。                         |
| 正平7年/文和元年 | 1352年 | 2月      | 権大納言・右近衛大将に還任。                         |
| 正平8年/文和2年  | 1353年 | 7月      | 右大臣に転任。                                       |
| 正平10年/文和4年 | 1355年 | 3月7日   | 左大臣に転任。                                       |
| 正平12年/延文2年 | 1357年 | 1月20日  | 東宮傅を兼任（東宮は寛成親王）。                     |
| 正平13年/延文3年 | 1358年 | 8月19日  | 水腫所労のため薨去。享年51。                         |

## 系譜
- 父：洞院公賢（1291-1360）
- 母：家女房
- 妻：徳大寺実孝娘
- 生母不明の子女
  - 男子：洞院公行（?-?） - 大安寺
  - 女子：尼尊悟
  - 女子：尼理摘 - もと滋野井実勝室（『吉野拾遺』）か
  - 女子：洞院実夏養女（?-1372） - 鷹司冬通室
  - 女子：洞院実夏養女（?-1366） - 近衛道嗣正室、近衛兼嗣母